# Comitancillo
Comitancillo – miasto na południowym zachodzie Gwatemali, w departamencie San Marcos. Według danych szacunkowych z 2012 roku liczba mieszkańców wynosiła 14 563 osób. 
Comitancillo leży około 27 km na północ od stolicy departamentu – miasta San Marcos, oraz około 40 km na zachód od rzeki Suchiate, będącej rzeką graniczną pomiędzy Gwatemalą a meksykańskim stanem Chiapas. 
Leży na wysokości 2280 metry nad poziomem morza, w górach Sierra Madre de Chiapas. 

## Gmina Comitancillo
Miejscowość jest także siedzibą władz gminy o tej samej nazwie, która jest jedną z dwudziestu dziewięciu gmin w departamencie. W 2012 roku gmina liczyła 62 494 mieszkańców. Ludność gminy jest bardzo spójna etnicznie, w 99% są to Indianie posługujący się majańskim językiem mam. Na terenie gminy znajduje się stanowisko archeologiczne Majów nazywane El Chipel.